# Charles Piazzi Smyth
Charles Piazzi Smyth, född 3 januari 1819 i Neapel, död 21 februari 1900 i Ripon i North Yorkshire, var en brittisk astronom. Han var son till William Henry Smyth.
Smyth var 1835–1845 anställd vid observatoriet i Kapstaden och 1846–1888 förste kunglig astronom för Skottland och direktor för observatoriet i Edinburgh. I Life and work at the great pyramid (3 band, 1867) och Our inheritance in the pyramid (5:e upplagan 1895) ville han påvisa, att de gamla egyptierna i pyramidernas storhetsförhållanden tillämpat astronomins grundmått. Han var för övrigt en  flitig författare inom astronomins, meteorologins och fysikens områden.
Asteroiden 9714 Piazzismyth är uppkallad efter honom.